# Artropodologia
L'artropodologia és una branca de la zoologia especialitzada en l'estudi dels artròpodes. Per això inclou altres branques com l'entomologia, la carcinologia i l'aracnologia. A vegades es dona aquest paper a l'entomologia encara que sigui tècnicament incorrecte des del punt de vista nominal.
La importància de la seva agrupació per a l'estudio es dona sobretot en les branques mèdiques per la seva patogènia. No només com a agents infecciosos per si mateixos sinó també pel seu paper com a vectores de malalties.